# Catherine Leroy
Catherine Leroy   (Sannois, 27 d'agost de 1944 - Santa Monica, 8 de juliol de 2006) fou una fotoperiodista i periodista de guerra francesa, les imatges de la qual van il·lustrar la història de la Guerra de Vietnam en les pàgines de la revista Lifei altres publicacions.

## Vida
Catherine va créixer en un convent de París. Les imatges que va veure al Paris Match van fer que volgués viatjar al Vietnam per "donar a la guerra una cara humana." A l'edat de 21 va reservar un tiquet d'anada a Laos, el 1966, amb només una Leica M2 i 100 dòlars a la butxaca.
Arran de l'arribada a Saigon, Leroy va conèixer al fotògraf Horst Faas, cap de l'agència Associated Press. Un any més tard, esdevingué la primera periodista acreditada per participar en un salt en paracaiguda en combat, unint-se a la 173ena Brigada Aerotransportada, emmarcat en la Operació Junction City. Dues setmanes després de la batalla pel Turó 881, fou ferida amb una unitat Marina a prop de la zona desmilitaritzada. El 1968, durant l'Ofensiva del Tet, Leroy fou capturada per l'Exèrcit vietnamita del nord. Va aconseguir pactar el seu alliberament i es convertí en la primera reportera en prendre fotografies dels regulars l'Exèrcit vietnamita del nord rere les seves files. La història va ser publicada a la portada de la revista Life.
La seva fotografia més famosa, Paramèdic en l'angoixa (Corpsman In Anguish, 1967), era una de les tres fotografies fetes en ràpida successió que retrata el paramèdic de l'Armada dels EUA Vernon Wike. En les fotografies, el mariner es troba ajupit en herba alta durant la batalla pel Turó 881 prop de Khe Sanh. Bressola el seu camarada que ha estat disparat mentre el fum de la batalla s'alça en l'aire darrere seu. En el primer marc, Wike té dues mans al pit del seu amic, intentant estroncar la ferida. En el segon, està intentant trobar el batec del cor. En el tercer marc, s'ha adonat de que l'home és mort.
Després del Vietnam, va cobrir conflictes en diversos països, incloent Irlanda del Nord, Xipre, Somàlia, Afganistan, Iraq, Iran, Líbia, i Líban. Després de les seves experiències a Beirut va renunciar a la cobertura de guerres.
Leroy al principi venia la seva feina a United Press International i a Associated Press. Més tard va treballar per Sipa Press i Gamma. El 1972, Leroy va gravar i dirigir "Operació última patrulla" (Operation Last Patrol), una pel·lícula sobre Ron Kovic i els veterans contra la Guerra del Vietnam. Leroy fou coautora del llibre God Cried (Déu va plorar), sobre el setge de l'oest de Beirut dut a terme per l'Exèrcit d'Israel durant la Guerra del Líban de 1982.
Va viure a l'Hotel Chelsea fins a finals dels 1980s.
Més tard, va fundar i va dirigir una botiga de roba vintage, Piece Única, amb una pàgina web.
Va morir a Santa Monica, Califòrnia, després d'una batalla contra el càncer de pulmó.

## Premis
Leroy va guanyar premis nombrosos per la seva feina, incloent el George Polk Premis al 1967, Fotografia de l'Any, El Sigma Delta Chi, i el club de Directors d'Art de Nova York. Fou la primera dona en rebre el Robert Capa Gold Medal– "millor fotografia publicada des de l'estranger que requeria un coratge i empenta excepcional" – per la seva cobertura de la guerra civil al Líban, el 1976. El 1997, fou la destinatària d'un Premi d'Honor per Servei Distingit en Periodisme (Honor Award for Distinguished Service) de la Universitat de Missouri.

## Obres
- Catherine Leroy. Under fire: great photographers and writers in Vietnam.  Random House, 2005. ISBN 978-1-4000-6358-1.
- Tony Clifton; Catherine Leroy. God cried.  Quartet Books, 1983. ISBN 978-0-7043-2375-9.